# Adriaen de Vries

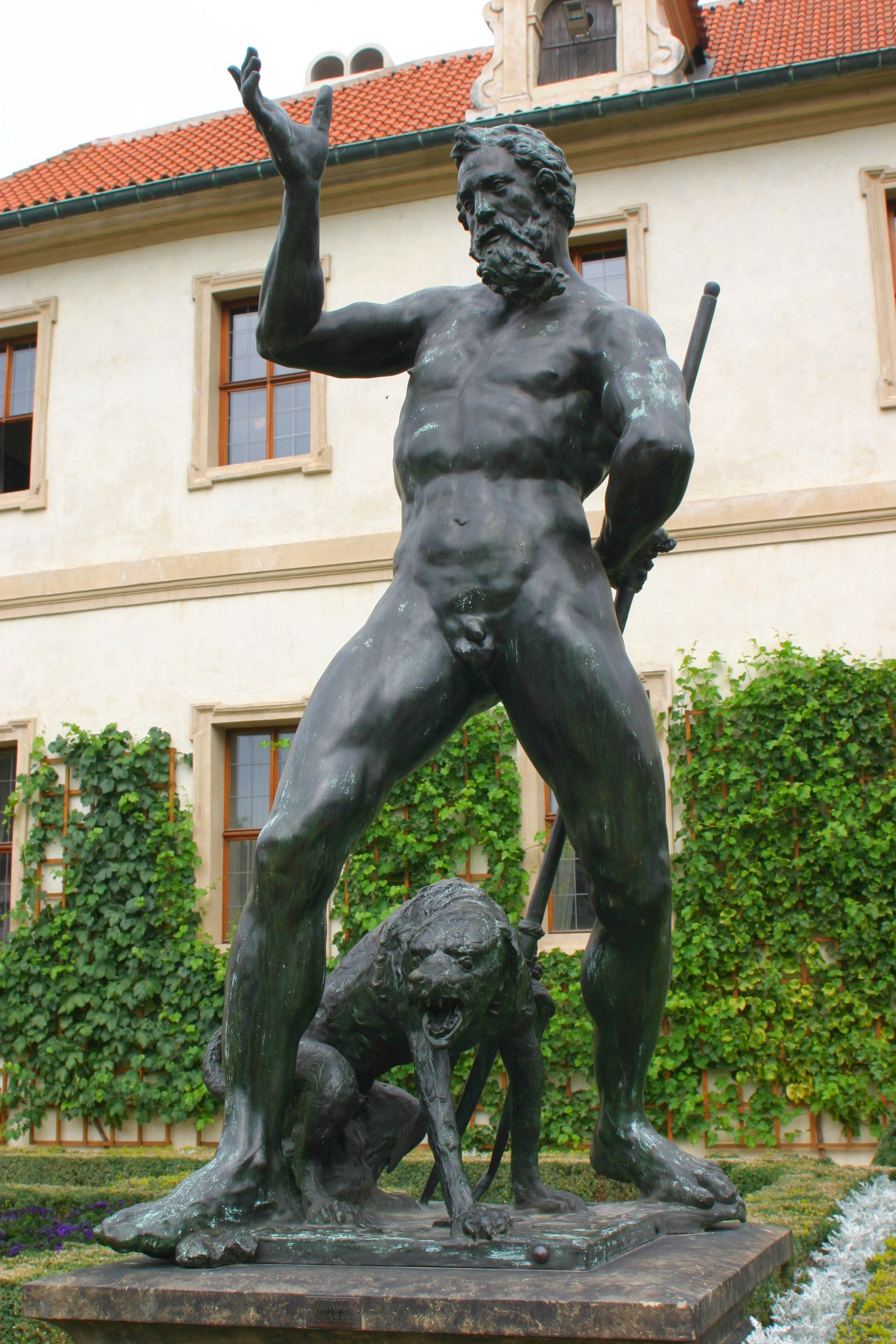
Neptunus med treudd och hund, 1626-27, Wallensteinträdgården i Prag

Adriaen de Vries, född sannolikt 1556 i Haag, död 13 december 1626 i Prag, var en nederländsk internationellt verksam skulptör.

## Biografi
Adriaen de Vries föddes i en borgerlig familj med åtta barn i Haag. Fadern, Pieter Willemz. de Vries, var apotekare och stadsstyrelseledamot, och hans mor Margrietje Snouck var dotter till en advokat. Han påbörjade möjligen sin utbildning som guldsmedslärling hos en svåger i Haag, möjligen studerade han vid unga år för skulptören Willem Daniuelz. van Tetrode i Delft. Han lämnade Nederländerna för Italien senast 1581 och arbetade under flera år i skulptören Giambolognas (Giovanni Bolognas) bildhuggarverkstad i Florens. År 1586 flyttade han till Milano för att under två år vara medarbetare till Pompeo Leoni (omkring 1533-1608) i dennes skapande av det stora högaltaret i brons för slottet Escorial i Madrid.
Därefter fick han uppdrag för hertigen av Savojen Karl Emamuel I och utnämndes till hovskulptör vid hovet i Turin. Efter ett års tid flyttade han, formellt utlånad av hertigen av Savojen, år 1589 vidare till kejsar Rudolf II:s hov i Prag, där han stannade till 1594 och dit han senare skulle återvända 1601 som Rudolf II:s Kammerbildhauer fram till kejsarens död 1612. Mellan vistelserna i Prag arbetade han i Rom 1595-96, där han kunde studera samtidens främsta skulpturer i bland annat påvestatens Cotile del Belvedere och Palazzo Farnese, samt i många år i Augsburg i Tyskland. Efter kejsar Rudolfs död stannade Adriaen de Vries kvar i Prag, från 1620 i en egen fastighet, Lazenskagatan 485. Flertalet av hans verk utförde han för beställare i dåvarande habsburgska Österrike, Tyskland och Danmark. Inget av hans verk gjordes för köpare i hans hemland Nederländerna.
I Sverige finns den största samlingen i världen av skulpturer av Adriaen de Vries. I Drottningholms slottspark finns 26 skulpturer, vilka är avgjutningar från tiden runt millennieskiftet. Fjorton originalskulpturer, gjutna enligt cire perdue-teknik, finns på Museum de Vries på Malmen vid Drottningholms slott. Ytterligare originalskulpturer finns på Nationalmuseum och i museets magasin. De Vries-skulpturerna i Sverige kom till landet som krigsbyte i två omgångar, dels från Prag i juli 1648 under trettioåriga krigets sista dagar, dels från en plundring av Frederiksborgs slott i Danmark 1659 under kriget med Danmark 1658-60. En annan stor samling finns i Wallensteinpalatsets trädgård i Prag med under tidigt 1900-tal gjorda kopior av de skulpturer som fördes till Sverige på 1600-talet. Originalen till skulpturerna på de två de Vries-brunnarna i Augsburg, Merkuriusbrunnen och Herkulesbrunnen, finns permanent utställda på innergården i Maximilianmuseum i Augsburg. Enstaka skulpturer finns i museer och i privata ägo.

## Verk i urval
- Bortrövandet av en sabinska[8], brons, omkring 1585, Victoria and Albert Museum i London
- Psyke buren av amoriner, brons, 187 cm hög, gjord för Rudolf II, sannolikt de Vries första självständigt gjorda skulptur i stort format, Nationalmuseum i Stockholm
- Merkurius och Psyke, brons, 250 cm hög, 1592-93, gjord för Rudolf II, nu på Louvren i Paris
- Merkuriusbrunnen med skulpturen Merkurius och Amor, 250 cm hög, 1596-99, Moritzplats, Maximilianstrasse i Augsburg
- Herkulesbrunnen, 1597-1600, framför Schaetzlerpalatset, Weinmarkt, Maximilianstrasse i Augsburg
- Herkules i strid med draken, Wallensteinträdgården i Prag, del av Herkulesfontänen i Drottningsholms slottspark
- Theseus och Antiope, omkring 1600-01, brons, 95 cm hög, The Royal Collection, London
- Porträttbyst av Rudolf II, brons, 1603, höjd 112 cm, Kunsthistorisches Museum i Wien
- Porträttbyst av Rudolf II, brons, 1607, höjd 54,5 cm, Kunsthistorisches Museum i Wien
- Häst i trav, 1607, brons, 94 cm hög, Nationalmuseum i Stockholm med kopior i Drottningholms slottspark och i Wallensteinträdgården i Prag
- Lidande Kristus, 1607, brons, 149 cm hög, gjord för prins Karl I av Liechtenstein, Liechtenstein Museum, Vaduz
- Sankt Sebastian, 1613-15, brons, 200 cm hög, gjord för prins Karl I av Liechtenstein, Liechtenstein Museum, Vaduz
- Den farnesiska tjuren, brons, 1614, 103,5 cm hög, Schlossmuseum Gotha i Gotha i Tyskland
- Dopfunt, brons, 1615, Evangelische Stadtkirche i Bückeburg i Tyskland
- Lazarus, 1615, brons, 64 cm, Statens Museum for Kunst i Köpenhamn
- Neptunusfontänen, Frederiksborgs slott i Danmark, 1615-20
- Uppståndelsegrupp, 1618-20, brons och marmor, Schaumburgska gravkapellet i Sankt Martini-Kirche i Stadthagen i Tyskland
- Herkules, Nessus och Deianira, brons, 1622, 128 cm hög, Nationalmuseum i Stockholm med kopia i Drottningholms slottspark
- Neptunus med trident och hund, brons, 1626-27, Drottningholm och Wallensteinträdgården i Prag, de Vries sista verk, avsedd för en planerad Neptunusfontän i Wallensteinträdgården

## Bildgalleri

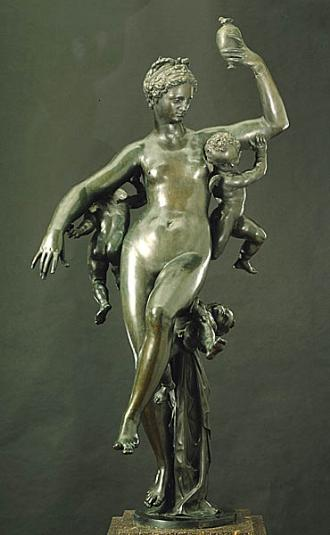
Psyke buren av amoriner, Nationalmuseum i Stockholm
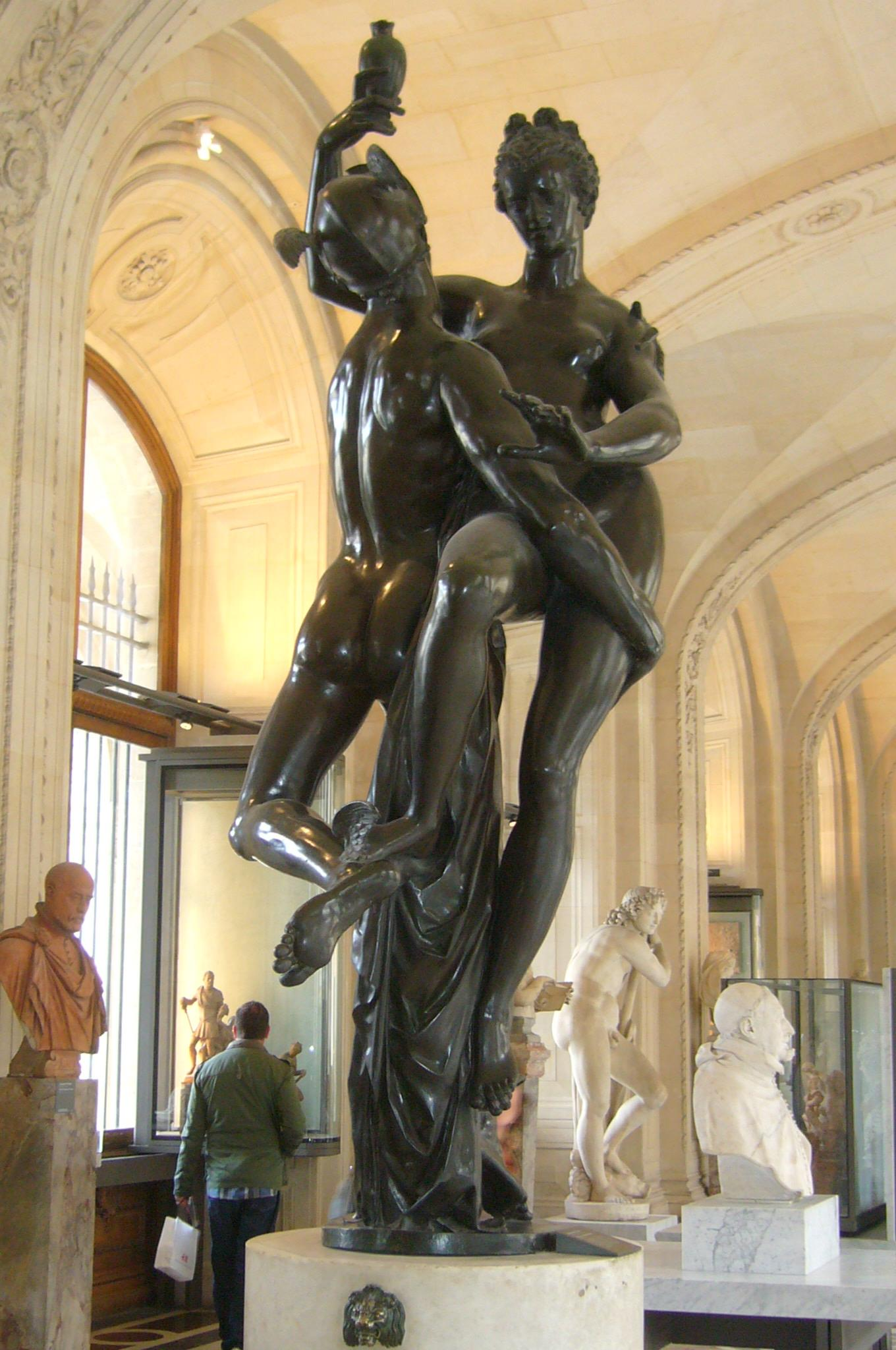
Merkurius och Psyke, 1593, Louvren
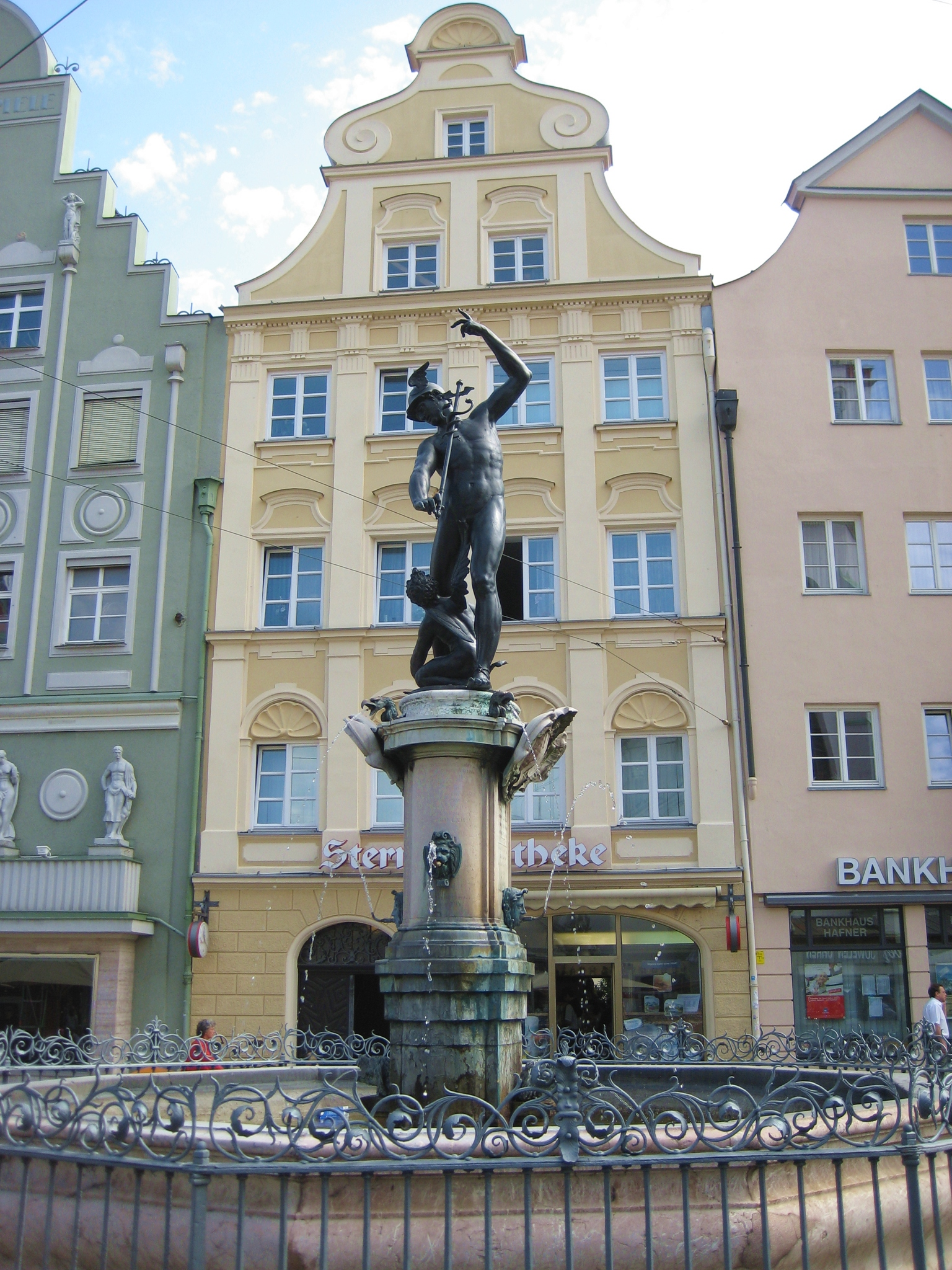
Merkuriusbrunnen i Augsburg, 1596-99
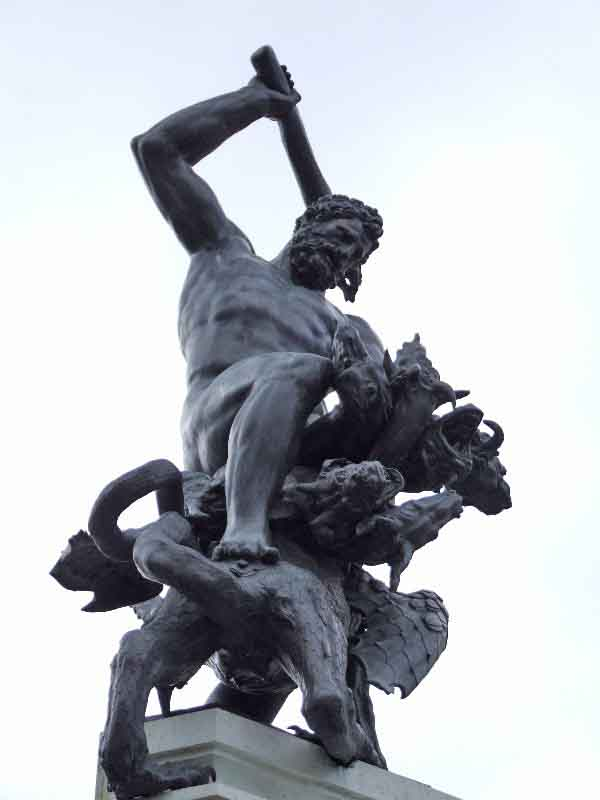
Herkules i strid med draken, Augsburg
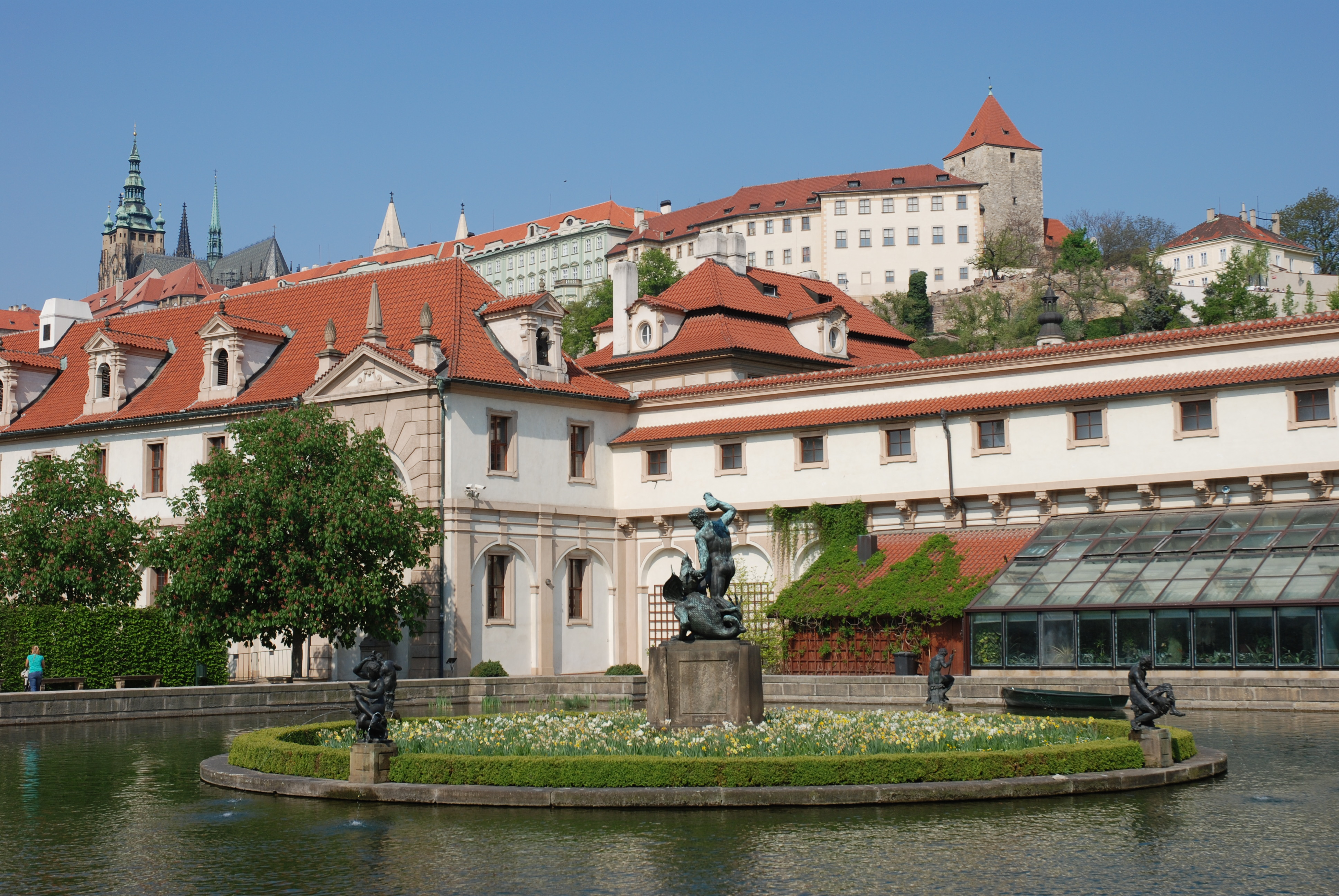
Herkules strider med draken, Prag
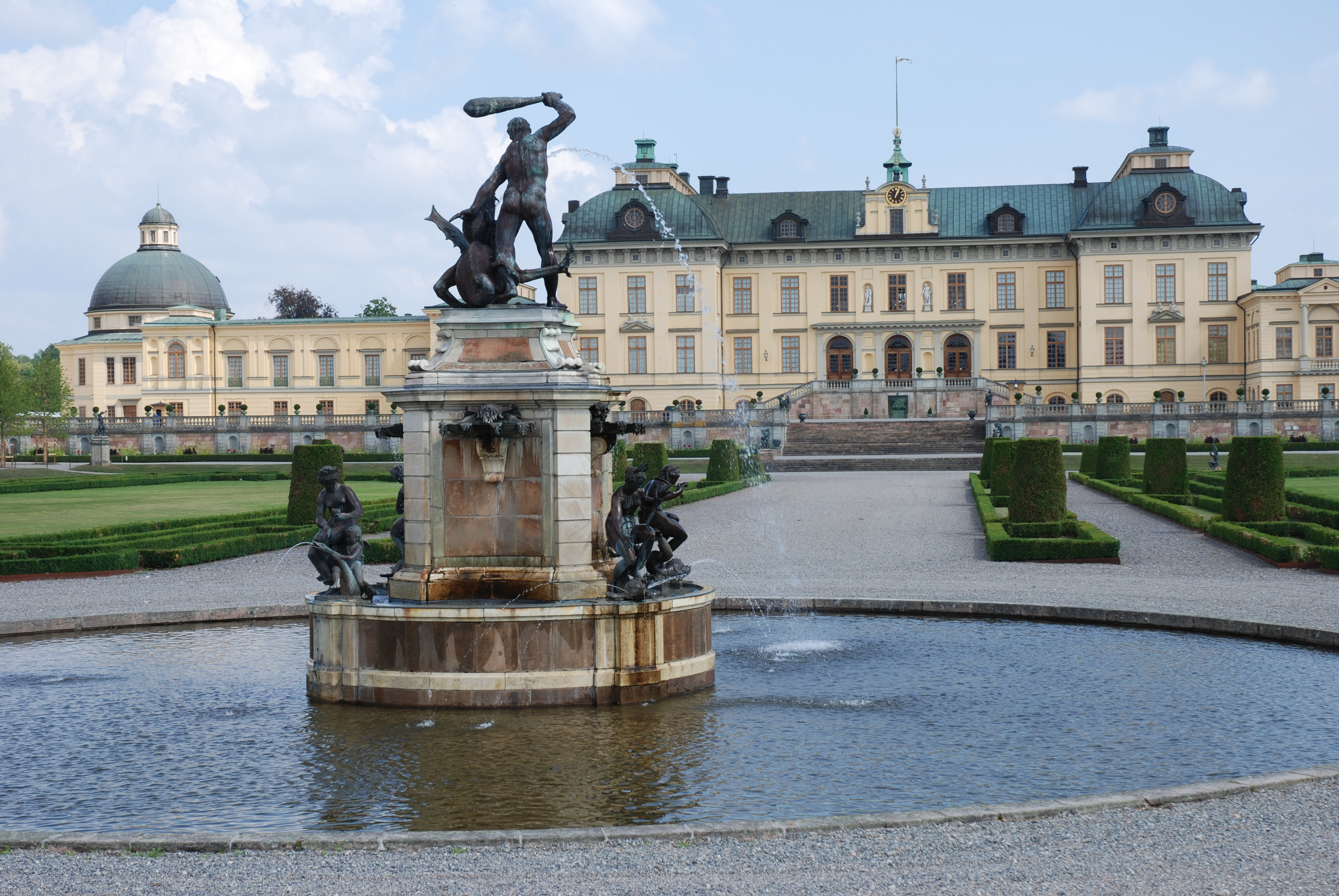
Herkulesfontänen, Drottningholm
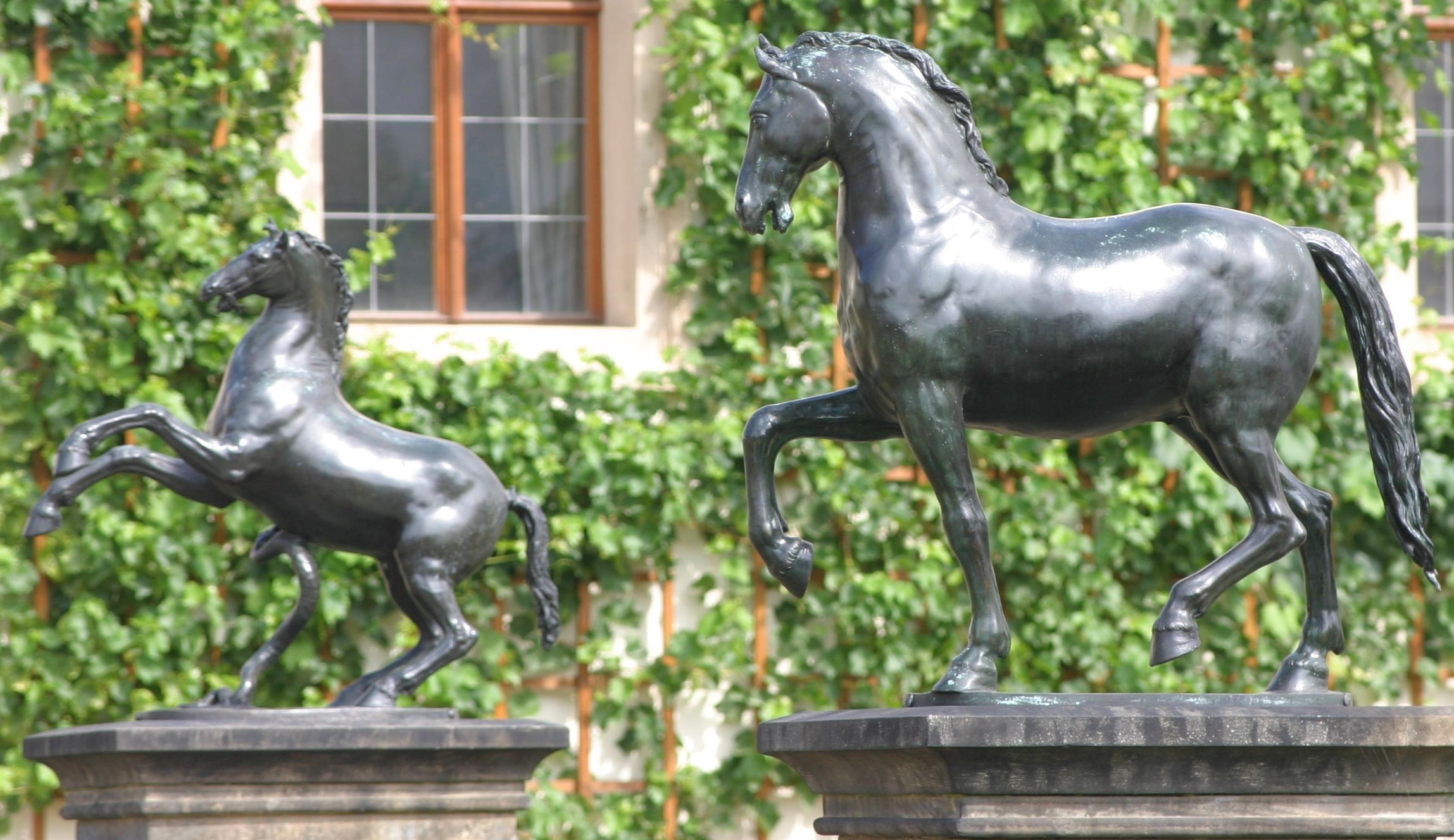
Häst i trav, 1607, och Stegrande häst med orm, Prag
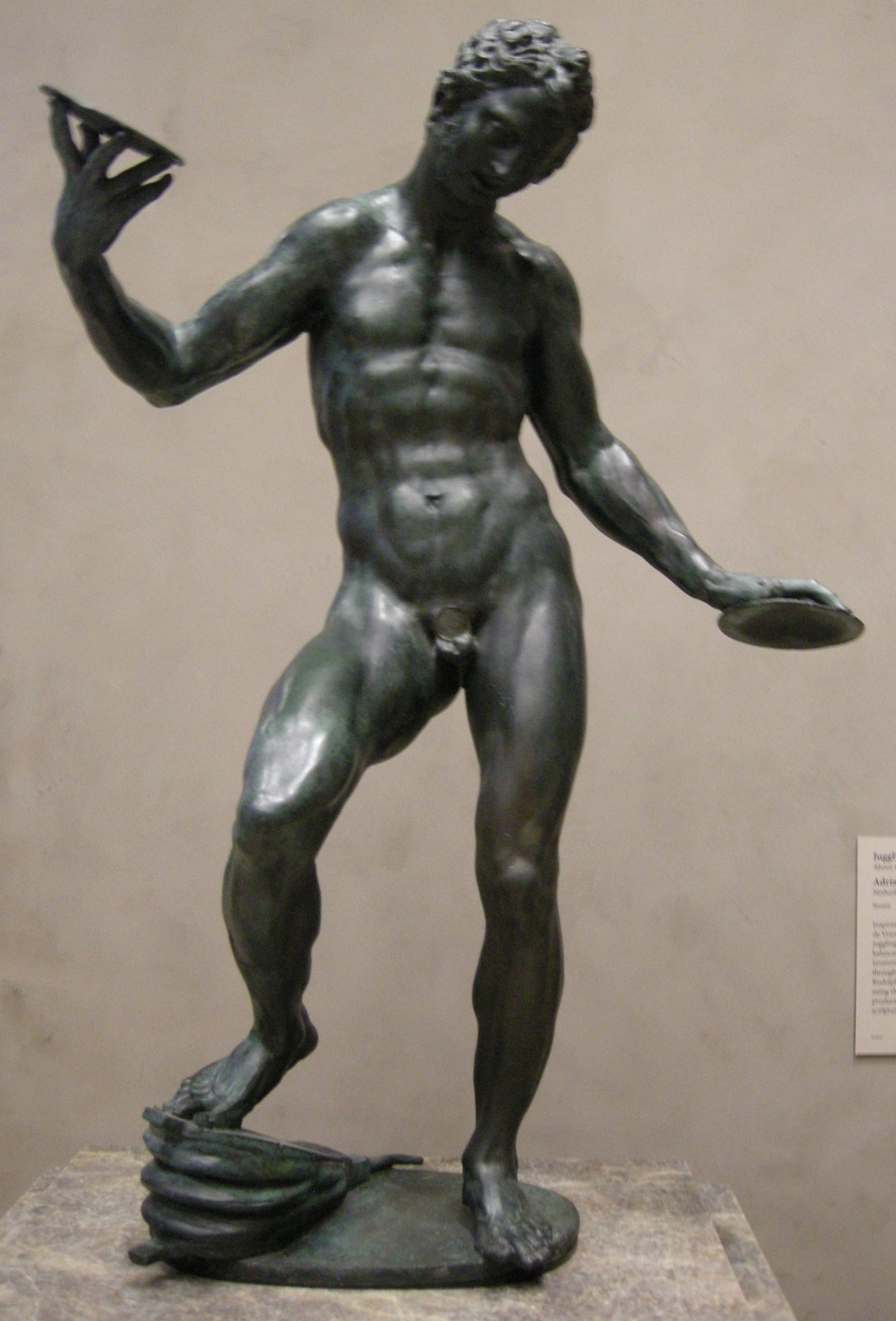
Jonglerande man, ca 1610-15, J. Paul Getty Museum i Los Angeles
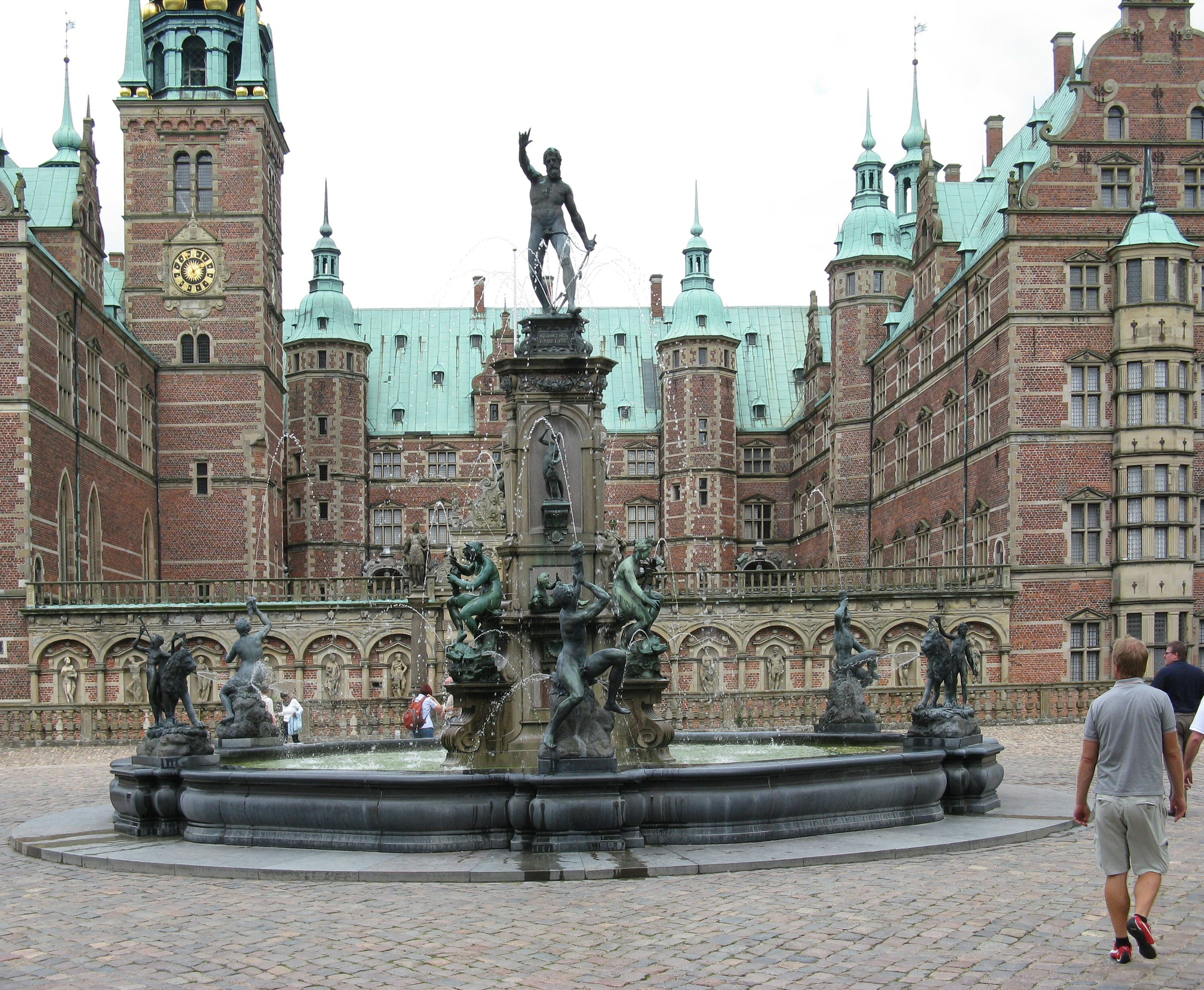
Neptunusfontänen, 1615-20, Frederiksborgs slott
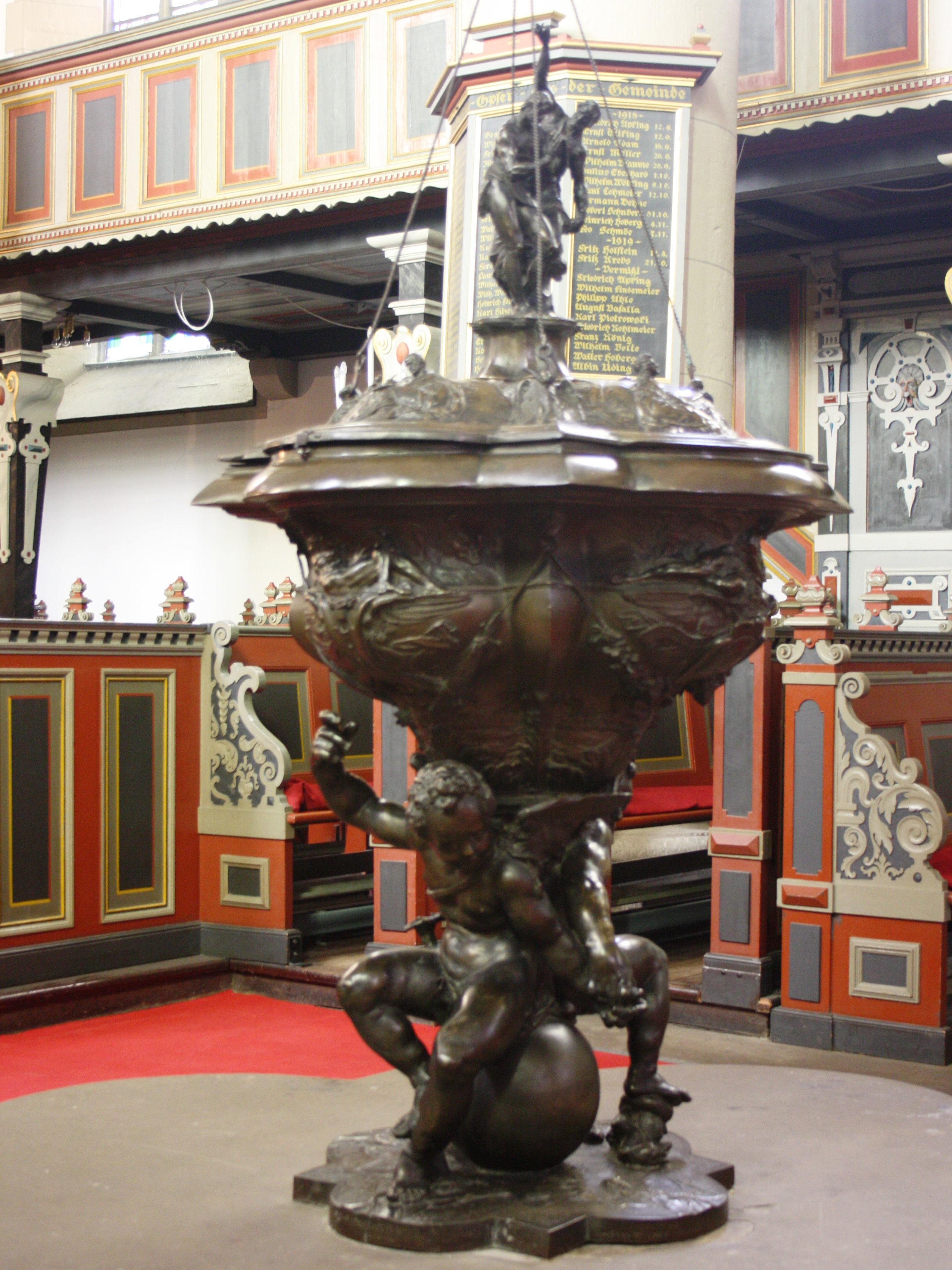
Dopfunt, 1615, Bückebergs stadskyrka
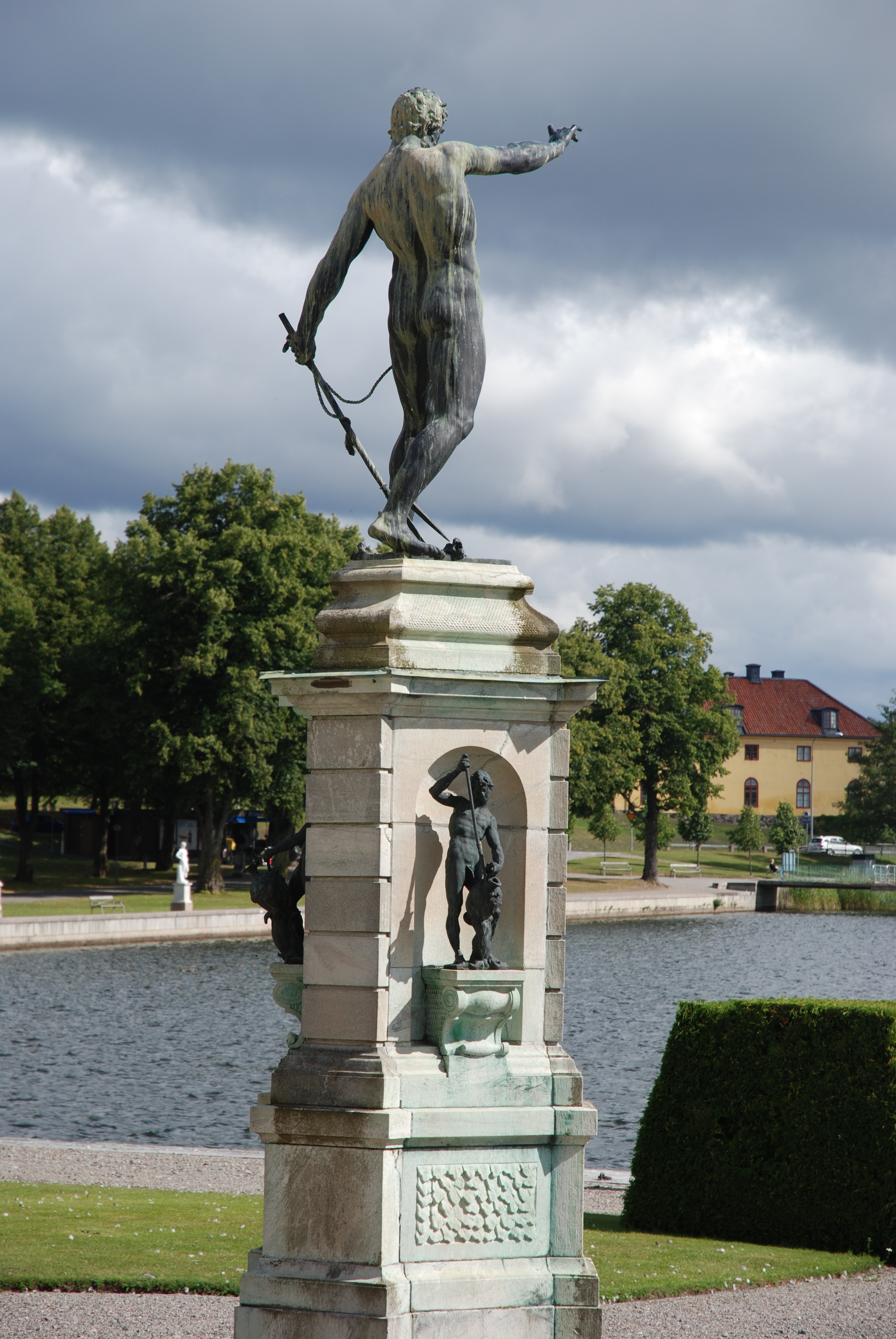
Neptunus med treudd, 1615-18, Drottningholm
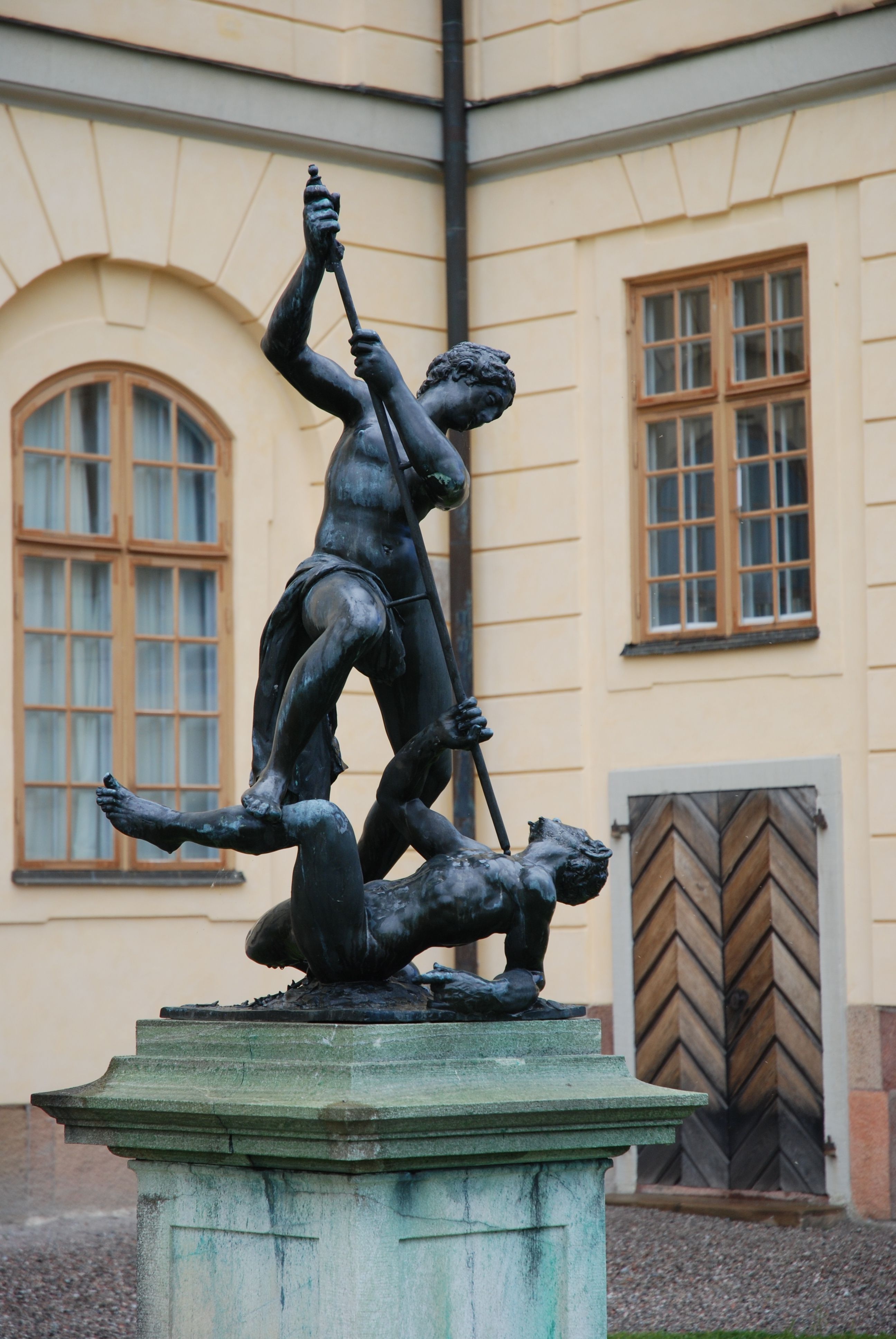
Dygdens seger över Lasten, Drottningholm
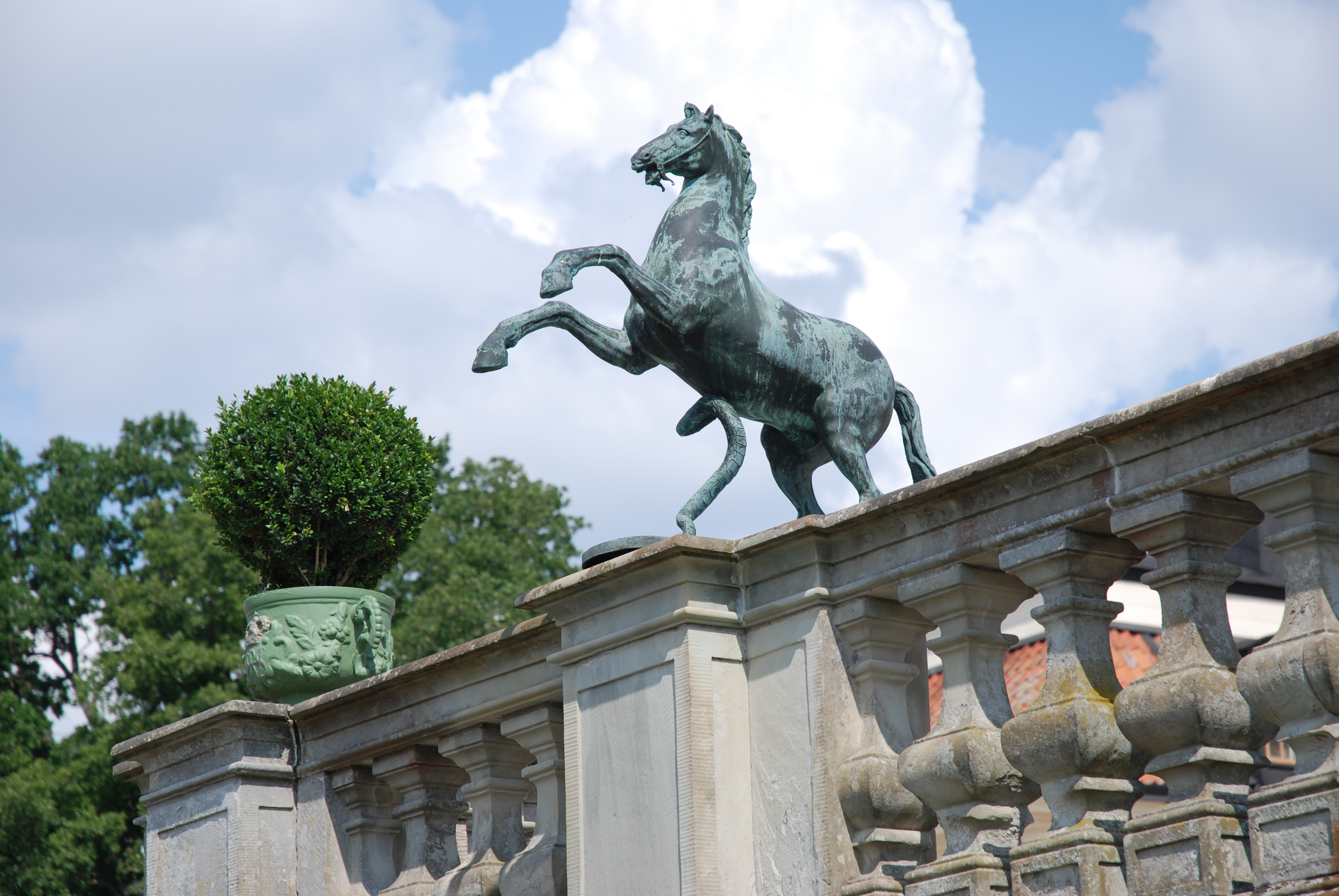
Stegrande häst med orm, 1622, Drottningholm
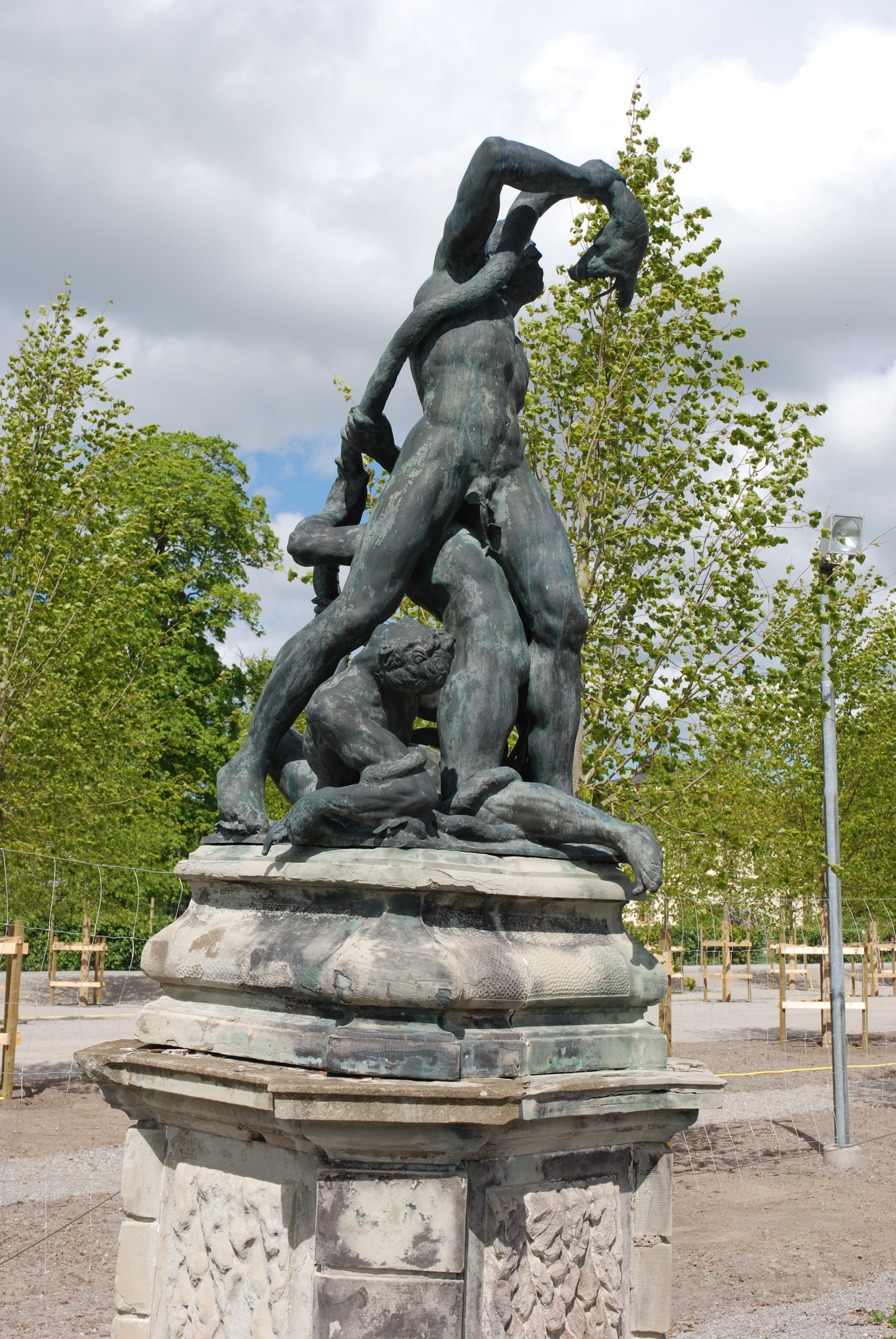
Laokoon och hans söner, 1623, Drottningholm
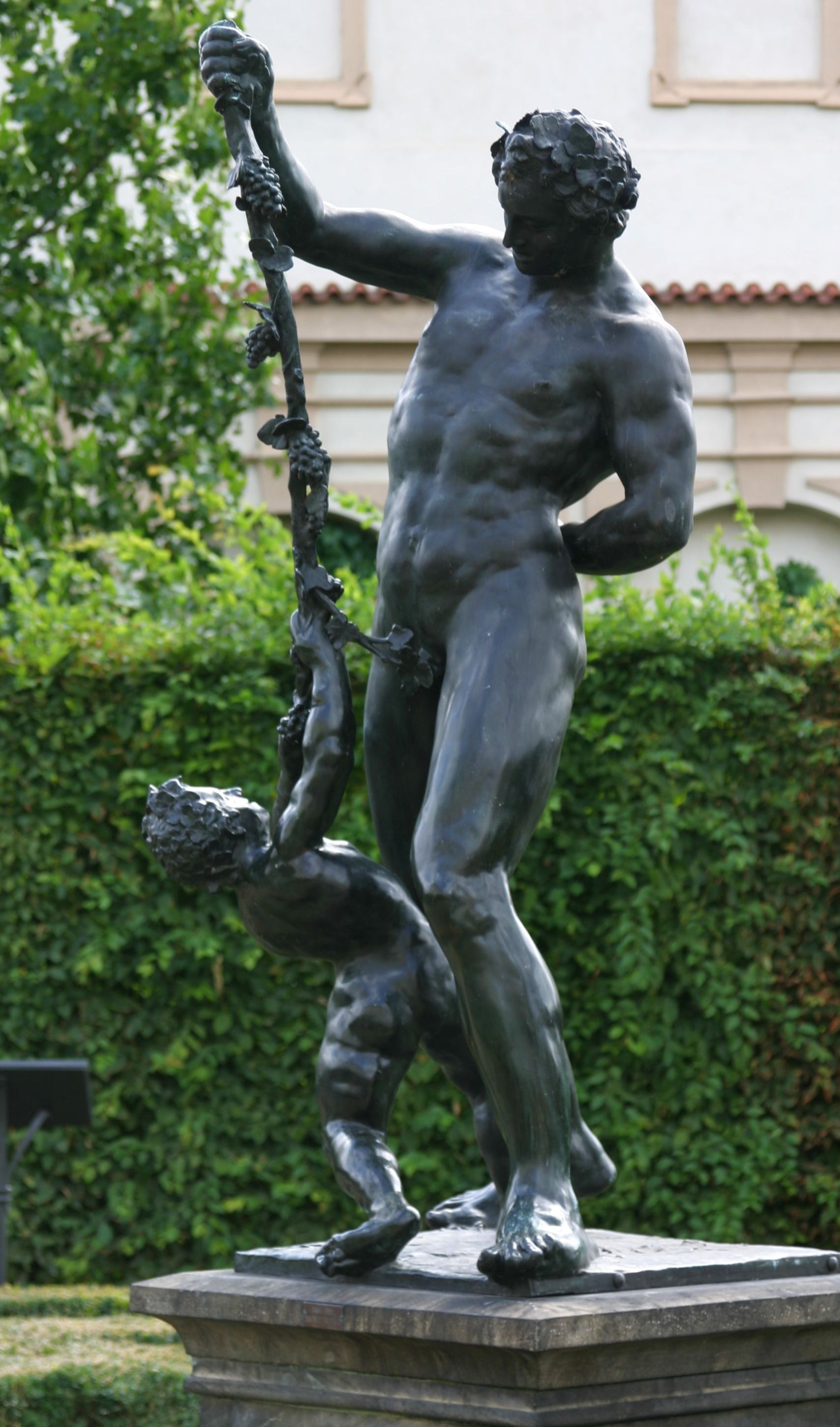
Bacchus med ung satyr, 1624, Prag
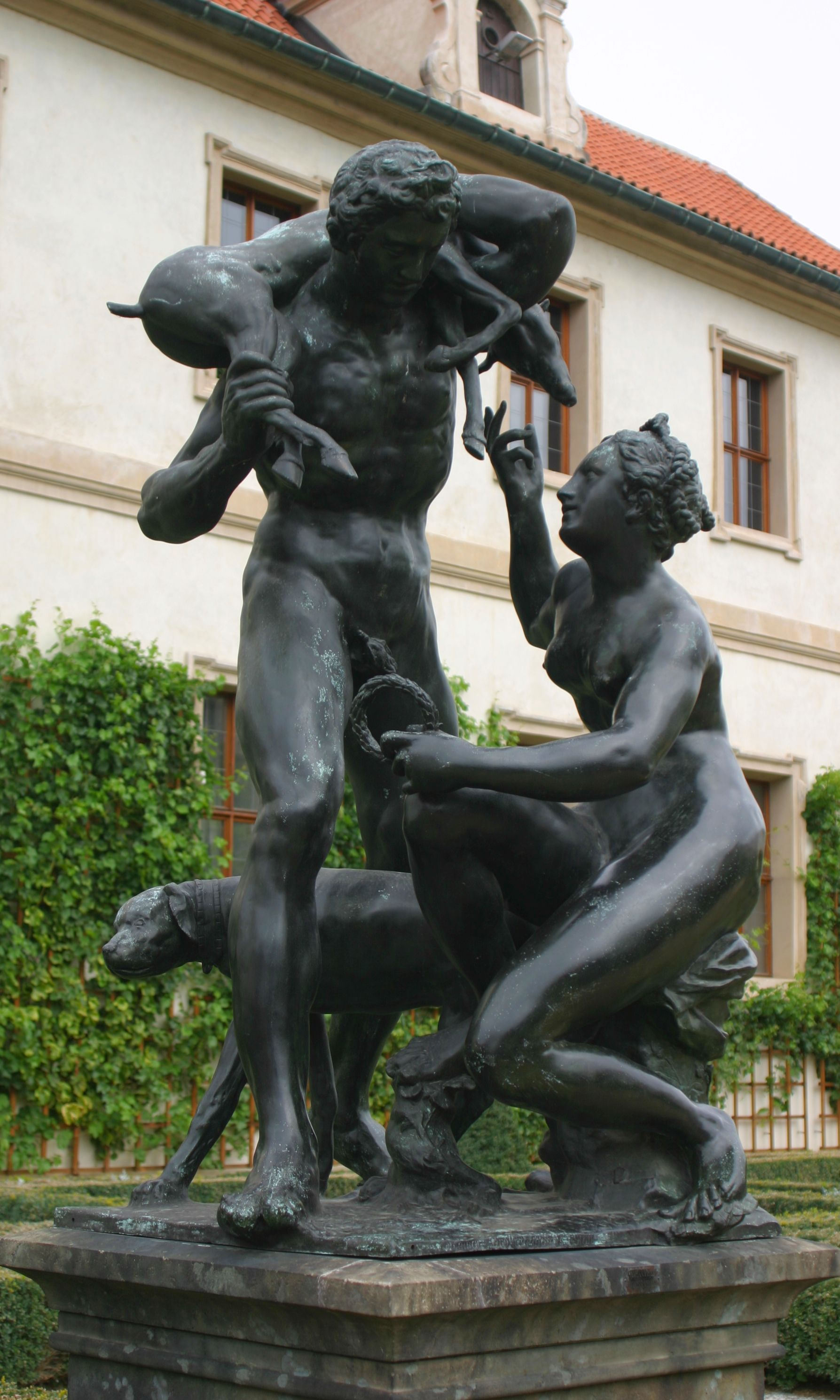
Venus och Adonis, 1624, Prag
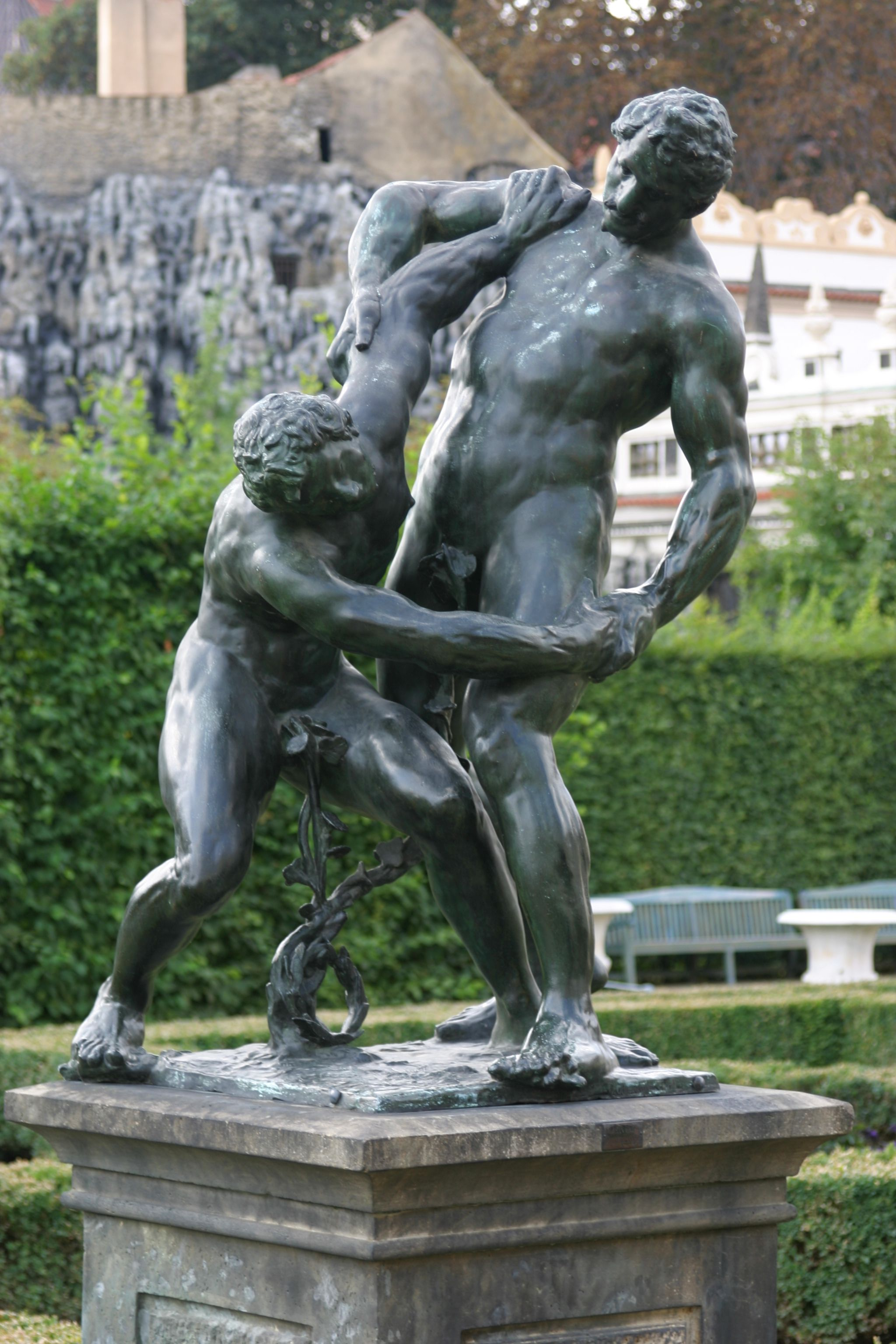
Brottare, 1625, Prag
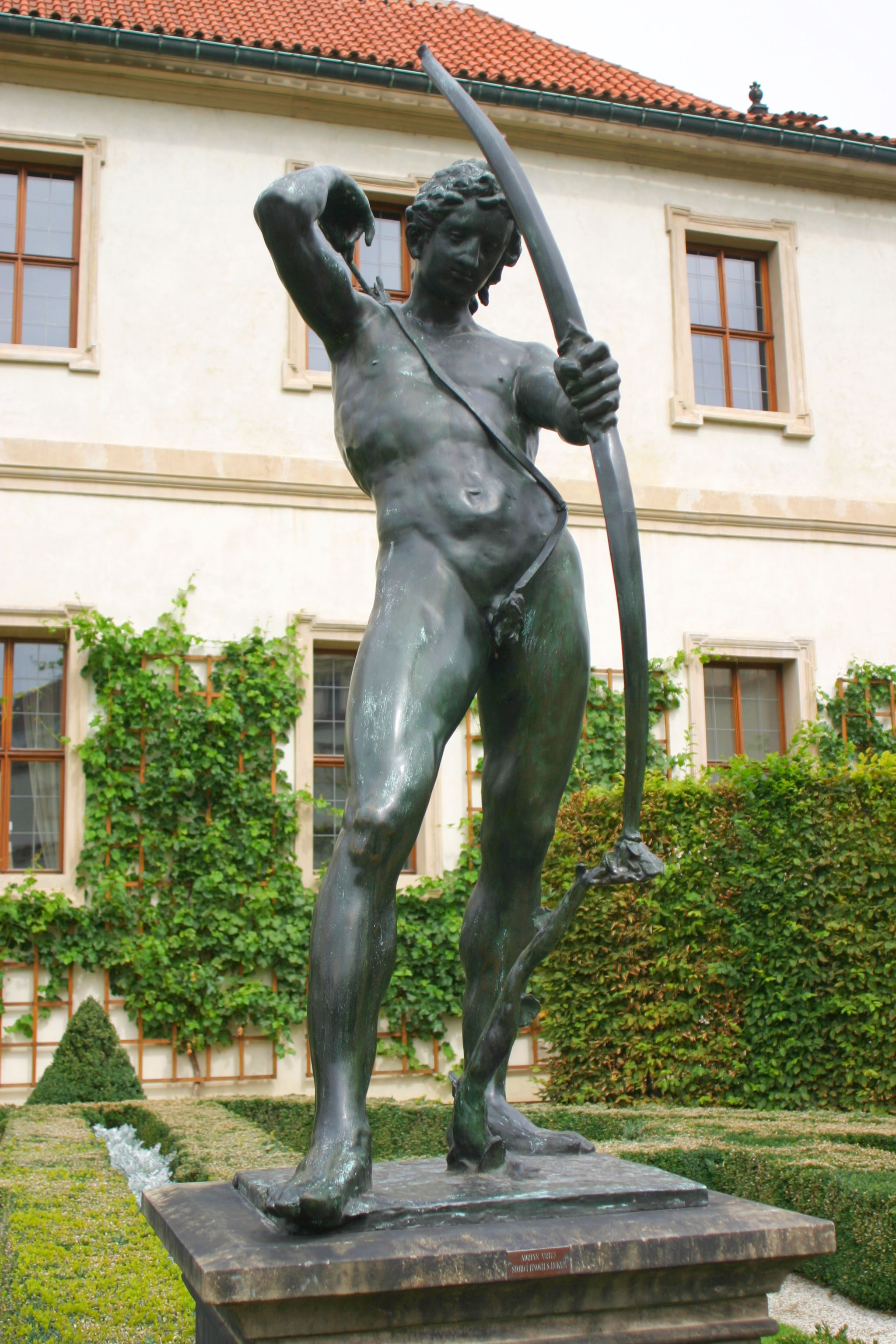
Apollo med båge, 1624-25 Prag